# 摺梯
摺梯又稱合梯，是土木工程用品，協助工作人員在工地上高落低，有如活動樓梯。摺梯用時打開，用完摺合起來，方便轉移。
在從前，戰爭時代的攻城防守戰，摺梯也大派用場，跨越敵方的城牆。 而守護的一方，必須儘快把靠近的摺梯推倒，免得對方沿梯爬上來。
現在，摺梯在建築工程用品商店有售，分為大、中、細碼標準尺寸。 不過，為要求，用家有特別度身訂造「超長版」，或者自製木摺梯。
摺梯的代用品是清潔工司常用的組件式摺合架，甚至是長臂猿式工程車，它們都比較摺梯安全，不容易翻倒引發工傷或死亡風險。
為工業安全，用摺梯高空工作，當局有操作指引，要求工人配帶安全帶，並且必須有助手在摺梯下接應，防止摺梯重心不平衡。

## 相關
- 工業用安全帶
- 雲梯